# Rikard von Ahn
Rikard von Ahn, född 3 oktober 1919, död 1986, var en svensk tandläkare och målare .
Han var son till grosshandlaren Paul von Ahn och Hildur Maria Nilsson och från 1946 gift med Birgit Ingegärd Andersson. Efter avlagd studentexamen i Borås 1939 avlade han tandläkarexamen 1944 och arbetade därefter som distriktstandläkare i Kinna 1944-1945. Han etablerade en privat tandläkarmottagning i Borås 1946. Han började vid sidan om sitt arbete med konstnärlig verksamhet och debuterade i en utställning 1952. Han ställde därefter ut separat på ett flertal platser, bland annat på Galleri Gummeson i Stockholm 1954 och 1959 samt på Borås konstmuseum. Bland hans offentliga arbeten märks en utsmyckning i glasmosaik. von Ahn är representerad i ett flertal kommunala samlingar.
Rikard von Ahn finns representerad på Norrköpings Konstmuseum.